# Corte Suprema de Justicia de Panamá
La Corte Suprema de Justicia es la principal organización judicial de Panamá, ubicada en la Ciudad de Panamá. Es una corte creada según los estatutos de la Constitución para proteger y salvaguardar los derechos judiciales del país. El pleno está conformado por nueve magistrados.
También según la Constitución y el Código Procesal Penal, el Pleno de la Corte Suprema de Justicia es competente para conocer de los procesos penales y medidas cautelares contra los diputados de la Asamblea Nacional y del Parlacen, el procurador de la Nación, procurador de la Administración, ministros de Estado, magistrados del Tribunal Electoral, contralor general de la República, o de los cometidos en cualquier época por personas que al momento de su juzgamiento ejerzan alguno de esos cargos.
Asimismo la Sala Penal tiene competencia para conocer de los procesos penales y medidas cautelares contra los embajadores, los cónsules, los Viceministros de Estado, los magistrados de los Tribunales Superiores, el Defensor del Pueblo, los fiscales superiores, el director y subdirector de la Policía Nacional y gerentes de entidades autónomas y semiautónomas y quienes desempeñan cualquier otro cargo de Mando y jurisdicción en todo el territorio de la República o en dos o más provincias que no formen parte del mismo Distrito Judicial.

## Historia

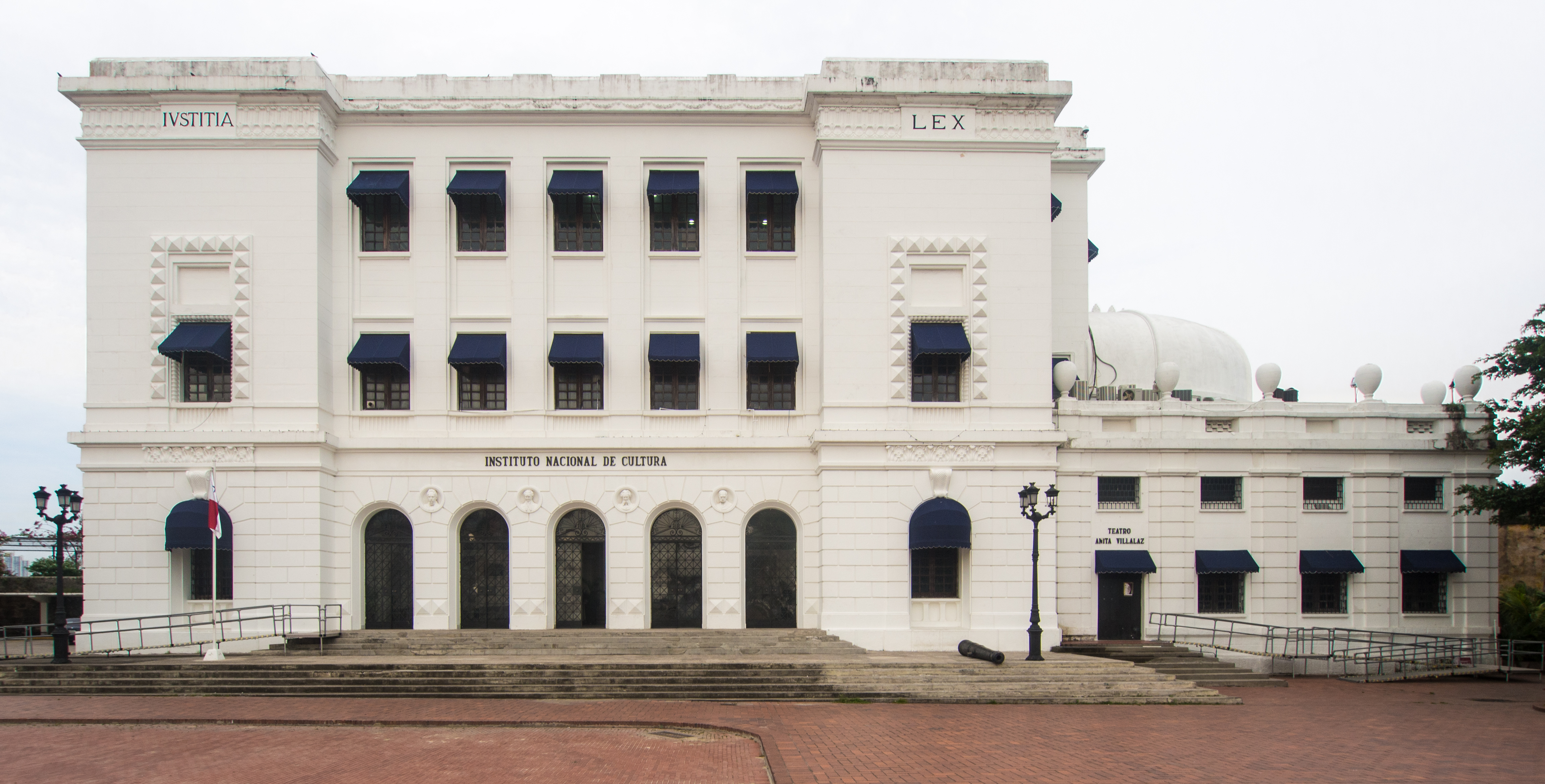
Antiguo Palacio de Justicia de Panamá, fue la sede de la Corte Suprema de Justicia desde 1932 hasta 1989.

### Constitución de 1904
El 13 de febrero de 1904 fue promulgada la primera Constitución Política de la República de Panamá, en la que su Título IX fue dedicado al Poder Judicial y estaba compuesto de ocho artículos.

Según el artículo 90:
“El Poder Judicial se ejercerá en toda la República por una Corte Suprema de Justicia, por los Tribunales subalternos y Juzgados ordinarios que la ley establezca, y por los demás Tribunales o Comisiones especiales que haya necesidad de crear de conformidad con los Tratados Públicos.
La Asamblea Nacional ejerce determinadas funciones judiciales.”

Según el artículo 93:
“Para ser Magistrado de la Corte Suprema de Justicia se requiere ser panameño de nacimiento, o por adopción con más de quince años de residencia en la República; haber cumplido treinta años de edad; estar en pleno goce de los derechos civiles y políticos; tener diploma de Abogado o haber ejercido con buen crédito, por diez años a lo menos, la profesión de Abogado, o desempeñado por igual tiempo funciones judiciales o del Ministerio Público y no haber sido condenado a pena alguna por delito común.
Las mismas calidades se requieren para ser Magistrado de los Tribunales de Justicia que establezcan las leyes.”

La Corte Suprema de Justicia, que sustituía a la Corte de Justicia estructurada sobre el antiguo Tribunal Superior, estaría integrada por cinco magistrados nombrados por el presidente de la República por un período de cuatro años y por cinco suplentes, también designados por el presidente para un período de dos años (artículo 73, numerales 17 y 91). También se preveía que el nombramiento de los magistrados y jueces de la jurisdicción ordinaria serían hechos por la Corte, Tribunal o Juez inmediatamente superior en jerarquía (artículo 92).
Con esta disposición se regresaba a las facultades ya previstas en la Constitución del Estado Soberano de Panamá de 1873, que preveía que los magistrados de la Corte Superior pudiesen nombrar a los jueces y procuradores, principales y suplentes, del Distrito Capital y de los departamentos y que fueron eliminados por la Constitución Colombiana de 1886 y de la legislación especial ideada por el presidente Rafael Núñez para el Departamento de Panamá.

#### Reformas
Tres meses después, la Convención Nacional Constituyente aprobó la primera Ley Orgánica del Poder Judicial panameño, la Ley 58 de 27 de mayo de 1904, sobre Organización Judicial, que fue redactada por el doctor Carlos A. Mendoza. Se trata de una ley dividida en doce Títulos: I. Disposiciones preliminares; II. Asamblea Nacional, Funciones Judiciales; III. Corte Suprema; IV. Presidente de la Corte; V. Jueces Superiores y del Circuito; VI. Juzgados Municipales; VIII. Secretario y Subalternos; IX. Jueces Comisionados; X. Jurisdicción y Competencia; XI. Ministerio Público; XII. Disposiciones Generales.
Esta ley, es el primer antecedente legislativo del actual Libro Primero de Organización Judicial del vigente Código Judicial y pasó por muchas reformas desde entonces, siendo las más importantes las de 1916 (cuando se aprobó el primer Código Judicial de la República), 1919, 1925, 1937, 1943, 1946, 1956, 1963, 1984 (cuando se aprueba el segundo Código Judicial), 1991, 1998 y 2000.

Según el artículo 1 de la Ley 58 del 27 de mayo de 1904:
“La administración de justicia se ejercerá por la Corte Suprema de Justicia, por un Juez Superior, por Jueces de Circuito, por Jueces Municipales y por cualquier otra entidad que hubiere necesidad de crear en concordancia con las necesidades y los tratados públicos.
También se ejercerá por la Asamblea Nacional en los casos especiales determinados en la Constitución, por los tribunales militares, por las autoridades administrativas en lo de su incumbencia y aún por los individuos particulares que en calidad de jurados, arbitradores o amigables componedores, árbitros de derecho o cualquier otro cargo de esta misma naturaleza, suelen participar en las funciones judiciales, sin que el ejercicio transitorio de esa funciones ni la participación ocasional en ellas incluya a tales entidades ni a los empleados que las componen, ni a los citados particulares en la jerarquía llamada por la Constitución Poder Judicial.”

La Corte Suprema de Justicia se constituyó como tal, no solo por mandato constitucional y de modo nominal, sino por la calidad de las atribuciones que la Ley 58 le otorgó, junto a las anteriores previstas para la Corte de Justicia en el Decreto 19.

### Constitución de 1941
El 2 de enero de 1941 entró en vigor la segunda Constitución Política de la República de Panamá.
El Título X, que fue dedicado al Poder Judicial, constaba de 14 artículos y al igual que la Constitución de 1904, proclamaba el principio de independencia judicial.

Según el artículo 126:
“Magistrados y Jueces son independientes en el ejercicio de sus funciones y no están sometidos más que la Constitución y la ley ...aunque los inferiores está obligados a acatar y cumplir las decisiones que dicten sus superiores jerárquicos al revocar o reformar las resoluciones proferidas por aquellos, en virtud de los recursos legales.”

Además, esta Constitución confirmó un principio ya consagrado en el Acto reformatorio de 1927-1928, mediante el cual los magistrados de la Corte Suprema de Justicia serían nombrados uno cada dos años para un total de diez, en lugar de la reintegración total por el Órgano Ejecutivo al vencimiento de un ejercicio común a todos, como ocurría antes de 1928; pero al entrar en vigor esta Constitución, se aprovechó la ocasión para nombrar a los cinco magistrados en forma escalonada, por dos, cuatro, seis ocho y diez años con interrupción de los períodos en curso.
Sin embargo, se introdujeron algunas reformas en cuanto al nombramiento de los magistrados de la Corte; estos continuarían siendo nombrados por el presidente de la República, pero “sujeto a la aprobación de la Asamblea Nacional” (artículo 127).
Además, se elevó a nivel constitucional la elección del presidente de la Corte Suprema, quien debía ser elegido por mayoría de votos de los magistrados, como establecía la Ley 58 de 1904; pero el presidente, una vez elegido conservaría el cargo por todo el tiempo que continuase siendo magistrado de la Corte (artículo 128).

#### Reformas
El Título X de la Constitución no fue reformado por ningún otro documento antes de que comenzara a regir la Constitución de 1946.

## Magistrados
Sala Primera de lo Civil
- Olmedo Arrocha Osorio

- Miriam Yadira Cheng Rosas

- Ángela Russo de Cedeño

Sala Segunda de lo Penal
- Ariadne Maribel García Angulo

- Maribel Cornejo Batista

- María Eugenia López Arias (Presidente de la Corte Suprema de Justicia)

Sala Tercera de lo Contencioso Administrativo
- Carlos Vásquez  (Vicepresidente de la Corte Suprema de Justicia)

- María Cristina Chen Stanziola

- Cecilio Cedalise R.

Secretaría General
- Yanixsa Y. Yuen C.

Cada magistrado tiene un periodo de 10 años, a menos que sea destituido o sea penalizado.